# Cedestis gysseleniella
Cedestis gysseleniella là một loài bướm đêm thuộc họ Yponomeutidae. Nó được tìm thấy ở châu Âu và tây bắc Nga.
Sải cánh dài 11–13 mm. Con trưởng thành bay từ tháng 6 đến tháng 7 tùy theo địa điểm.
Ấu trùng ăn Pinus sylvestris và Pinus contorta.

## Hình ảnh

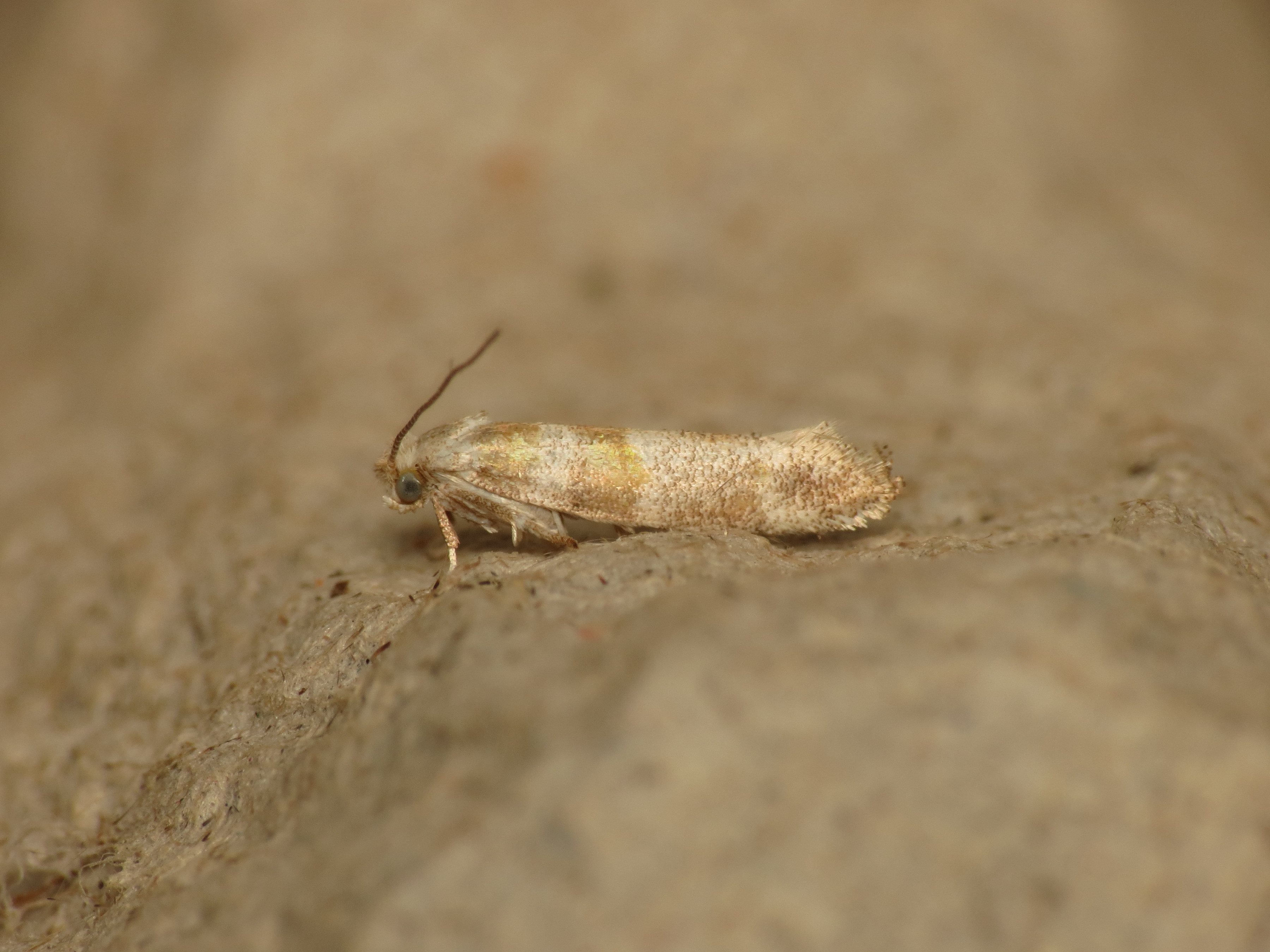
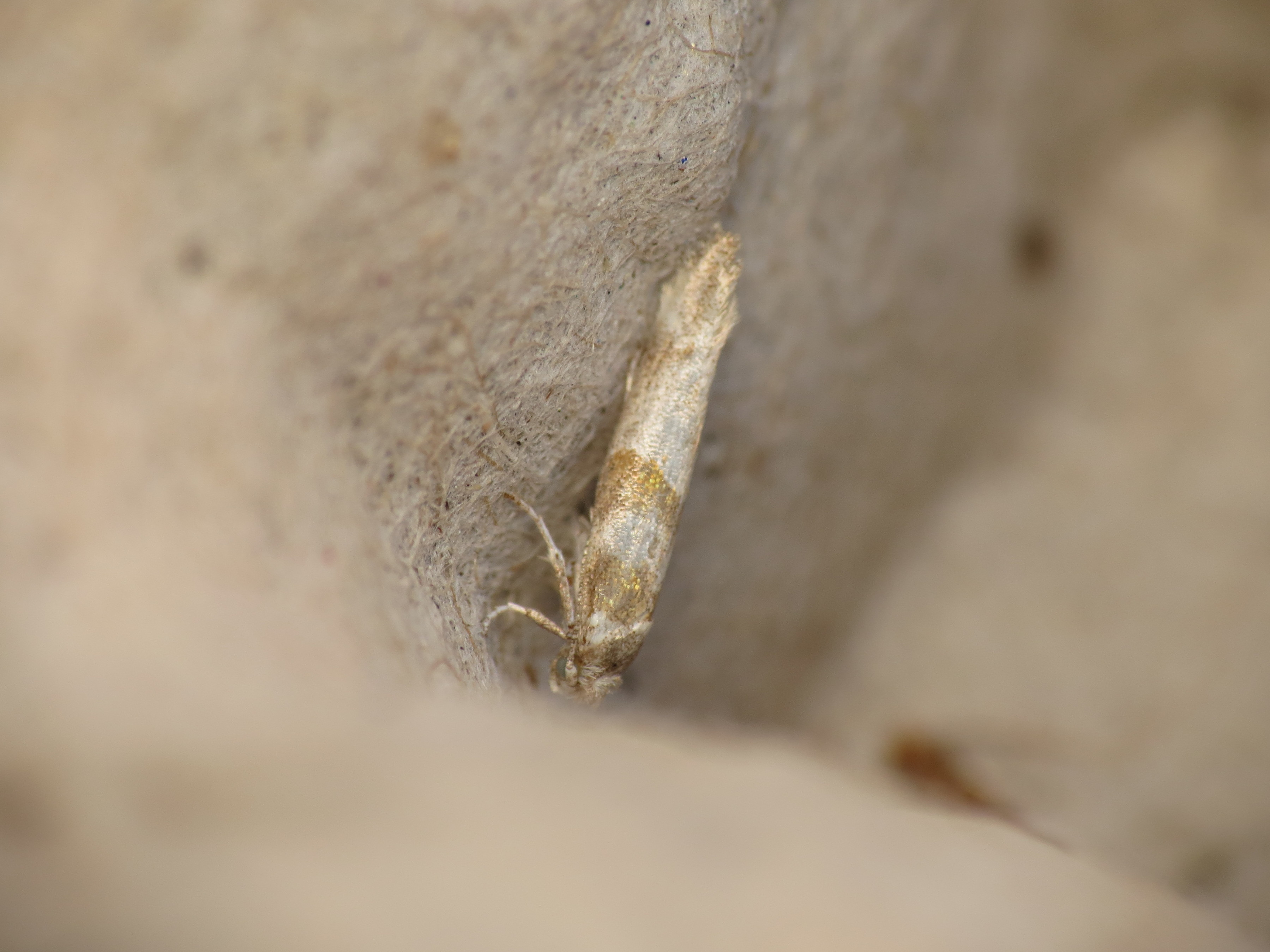
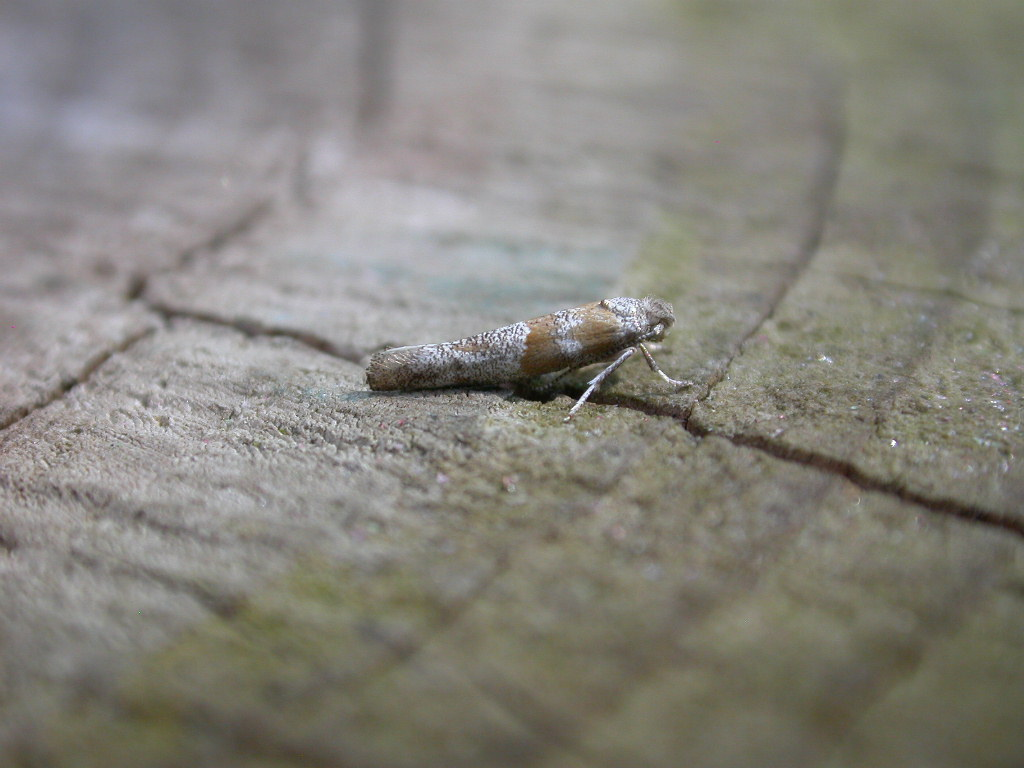
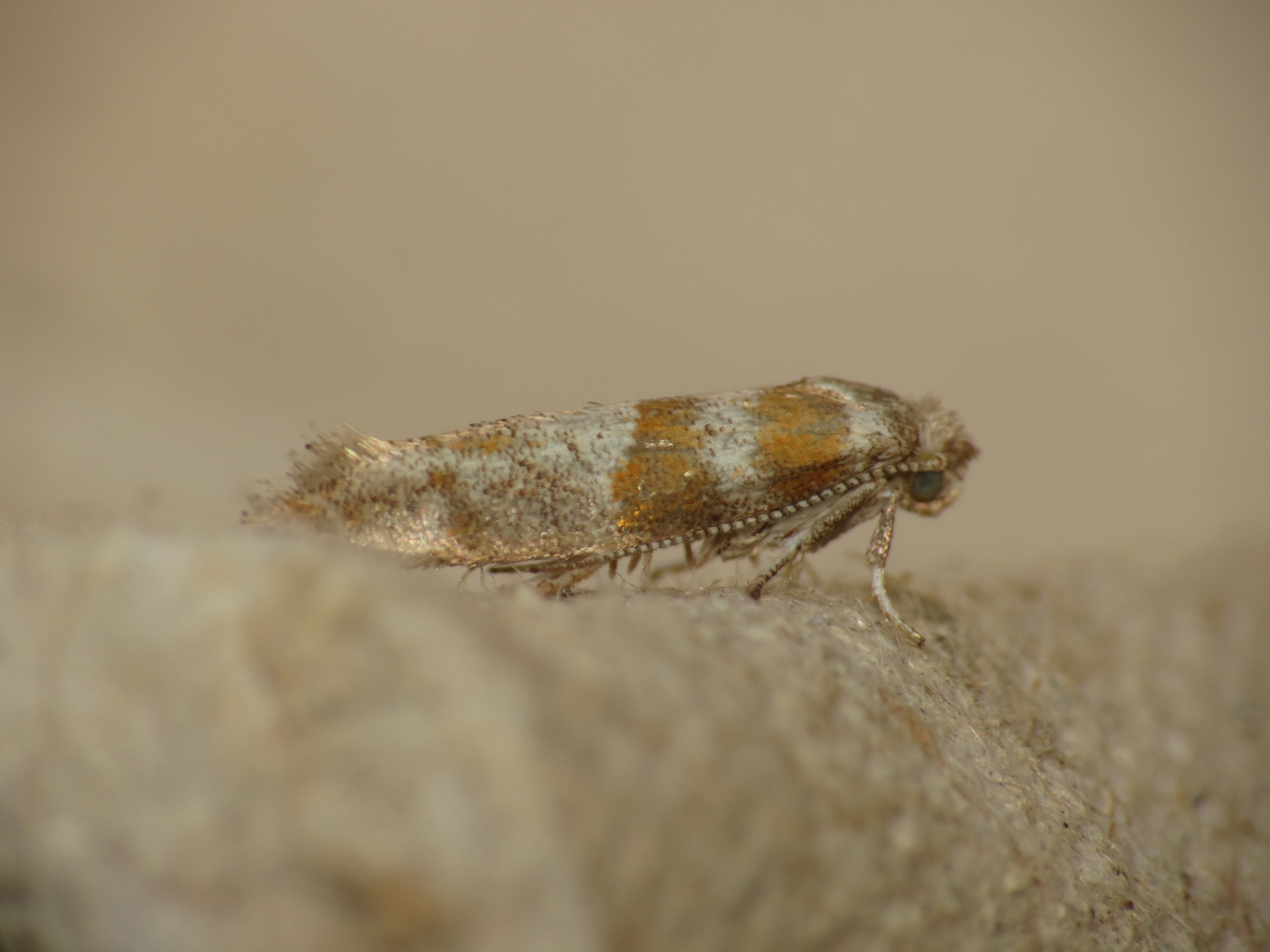